# Medal Pamiątkowy Wielkiej Wojny
Francuski Medal Pamiątkowy Wielkiej Wojny (franc. Médaille Commémorative Française de la Grande Guerre), później również Francuski Medal Pamiątkowy Wojny 1914-1918 (Médaille Commémorative Française de la Guerre 1914-1918) – francuskie pamiątkowe odznaczenie wojskowe za I wojnę światową.

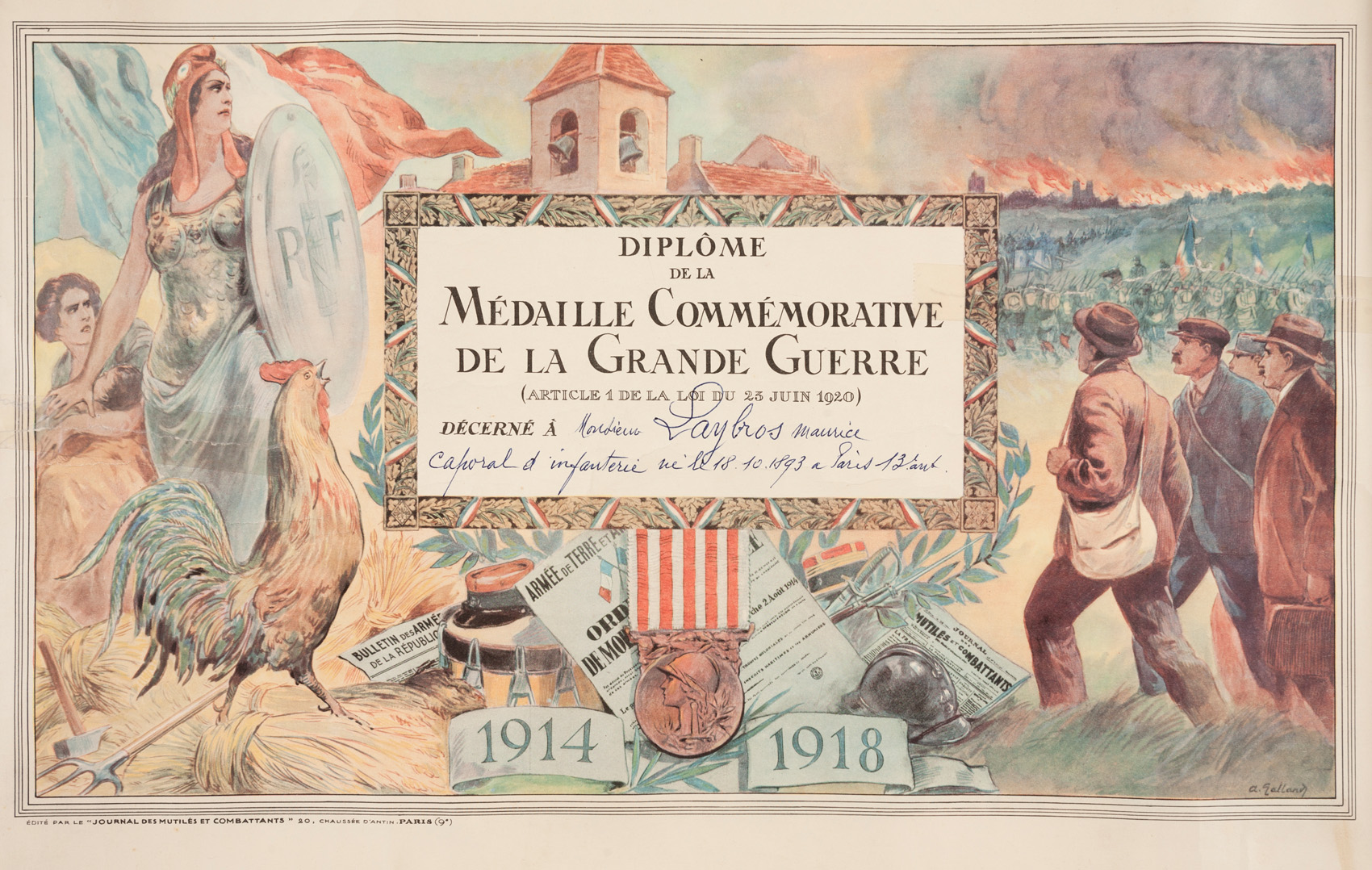
Dyplom medalu

## Nazwa odznaczenia
Oficjalna nazwa odznaczenia brzmi Francuski Medal Pamiątkowy Wielkiej Wojny (fr. Médaille commémorative française de la grande guerre), którą czasem skraca się do Medal Pamiątkowy Wielkiej Wojny (fr. Médaille commémorative de la grande guerre).
Po zakończeniu II wojny światowej i ustanowieniu Medalu Pamiątkowego Wojny 1939-1945 wobec odznaczenia za I wojnę światową zaczęto także stosować nazwę Medal Pamiątkowy Wojny 1914-1918 (Médaille commémorative de la guerre 1914-1918).

## Ustanowienie
Już w 1915 minister wojny Alexandre Millerand złożył przyjęty przez parlament projekt ustanowienia odznaczenia pamiątkowego, które zostanie przyznane wszystkim weteranom po zakończeniu Wielkiej Wojny.
Zgodnie z tą ustawą 23 czerwca 1920 został stworzony Francuski Medal Pamiątkowy Wielkiej Wojny. Odznaczeniu podlegali wszyscy żołnierze Francuskich Sił Zbrojnych walczący na frontach I wojny światowej między 2 sierpnia 1914 a 11 listopada 1918 a także personel medyczny, pełniący swe obowiązki podczas bombardowań strażacy, policjanci, żandarmi i strażnicy cywilni, pracownicy kolei oraz żołnierze i personel medyczny armii sojuszniczych.
Francuzi, którzy mimo oficjalnego zwolnienia ze służby zaciągnęli się do armii otrzymywali okucie ENGAGÉ VOLONTAIRE. Nosili je do czasu ustanowienia Krzyża Kombatanta-Ochotnika 1914-1918 w 1935.
22 sierpnia 1922 Ministerstwo Spraw Wojskowych na łamach „Polski Zbrojnej” wyjaśniło, że prawo uzyskania medalu francuskiego „Médaille Commémorative française de la Grande Guerre” na wstążeczce w białe i czerwone prążki mieli ci wojskowi Polacy (w czynnej służbie i zdemobilizowani), którzy w wojnie światowej w czasie od dnia 2 sierpnia 1914 r., tj. od dnia jej wybuchu do dnia 11 listopada 1918 r., tj. do dnia podpisania rozejmu, uczestniczyli w walkach przeciwko Niemcom, Austrii, Turcji i Bułgarii, służąc w oddziałach francuskich przez co najmniej trzy miesiące (z wyłączeniem osób, które do oddziałów francuskich były tylko czasowo przydzielone). Prawa do medalu nie miały osoby uznane za niegodne wskutek wyroków bez odroczeń, zapadłych podczas działań wojennych, za czyny uznane przez prawo wojenne za przestępstwa, i nie zrehabilitowane przez amnestię. Uprawnieni do noszenia odznaki nabywali medal i wstążeczkę na własny koszt. Wojskowi (w czynnej służbie i zdemobilizowani), którzy nabyli prawa do odznaki i ubiegali się o nią mogli wnieść należycie umotywowane prośby do Ministra Spraw Wojskowych (Gabinet Ministra), do dnia 1 grudnia 1922 r. Wojskowi w czynnej służbie wnosili prośby drogą służbową, natomiast zdemobilizowani za pośrednictwem właściwych powiatowych komend uzupełnień i następnie dowództw okręgów korpusów. Legitymacje nie były wydawane. Dowodem nadania i prawa noszenia medalu było zezwolenie Naczelnika Państwa na przyjęcie i noszenie medalu, ogłoszone w Dzienniku Personalnym Ministerstwa Spraw Wojskowych.

## Wygląd
Odznaczenie jest noszone na wstążce składającej się z naprzemiennie ułożonych sześciu pasków koloru białego (szer. 3,5 mm) i pięciu czerwonego (szer. 3 mm).
Oznaką jest brązowy medal o średnicy 30 mm. Na awersie znajduje się wizerunek Marianny w hełmie Adrian z wieńcem laurowym i mieczem w lewej dłoni. Nad medalem znajdują się ułożone w kształcie prostokąta liście laurowe. Na rewersie znajdują się napisy REPUBLIQUE FRANÇAISE (Republika Francuska) i GRANDE GUERRE 1914-1918 (Wielka Wojna 1914-1918).
Oprócz oficjalnej wersji państwowej powstała także wersja ARTHUS-BERTRAND z klasyczną zawieszką nad prostokątem z liści dębu oraz znacznie odbiegająca od oryginału wersja CHARLES: medal w tej wersji ma nieco mniejszą zawieszkę z liści dębu, na awersie są one nieco wyrazistsze a Marianna nie trzyma miecza w dłoni, na rewersie zaś znajduje się tylko napis GRANDE GUERRE 1914-1918 w innej stylizacji.

## Odznaczeni
W okresie międzywojennym polscy żołnierze podania o przyznanie medalu mogli składać drogą służbową przez Gabinet Ministra Spraw Wojskowych do attaché wojskowego przy ambasadzie Polskiej w Paryżu, zaś osoby cywilne przez właściwego Powiatowego Komendanta Uzupełnień.